# Composantes d'un vecteur

Composantes d'un vecteur dans un espace géométrique à trois dimensions, x, y et z. Dans le cas du concept géométrique classique de vecteur, il existe une identification complète entre ses « composantes » et les « coordonnées » qui le représentent. Cependant, il existe d'autres types d'espaces vectoriels (comme, par exemple, l'ensemble des polynômes d'ordre n), dans lesquels le concept de coordonnée n'a pas la généralité de l'idée de composante.

En algèbre linéaire, les composantes d'un vecteur d'un K-espace vectoriel, dans une base donnée, sont une représentation explicite de ce vecteur par une famille de scalaires. Lorsque l'espace est de dimension n sur le corps K, les composantes forment un élément de l'espace vectoriel Kn.
Les composantes des vecteurs (d'un espace vectoriel de dimension finie) permettent de ramener des calculs vectoriels à des calculs sur des tableaux de nombres (n-uplets, matrices, vecteurs colonnes) qui peuvent être effectués explicitement.

## Définition
Soit E un K-espace vectoriel de dimension n et soit {\displaystyle {\mathcal {B}}=\left(b_{1},b_{2},\ldots ,b_{n}\right)}
une base de E.
Alors pour tout vecteur {\displaystyle v} de E, il existe une unique combinaison linéaire des vecteurs de la base, égale à {\displaystyle v} :
{\displaystyle v=\alpha _{1}b_{1}+\alpha _{2}b_{2}+\cdots +\alpha _{n}b_{n},}
c'est-à-dire que les scalaires {\displaystyle \alpha _{i}} où {\displaystyle i\in \{1,\ldots ,n\}} sont déterminés de façon unique par {\displaystyle v} et {\displaystyle {\mathcal {B}}}.
Maintenant, les composantes (ou les coordonnées) de {\displaystyle v} dans la base {\displaystyle {\mathcal {B}}} ou relativement à la base {\displaystyle {\mathcal {B}}}, sont par définition la famille {\displaystyle \left(\alpha _{1},\ldots ,\alpha _{n}\right)}.
Les composantes peuvent aussi être représentées en colonne sous forme d'une matrice : 
{\displaystyle {\begin{pmatrix}\alpha _{1}\\\vdots \\\alpha _{n}\end{pmatrix}}.}.
La matrice est appelée matrice colonne — ou vecteur colonne — des composantes — ou des coordonnées — de {\displaystyle v} dans la base {\displaystyle {\mathcal {B}}}.
Cette matrice est parfois notée {\displaystyle M_{\mathcal {B}}(v)}, {\displaystyle Mat_{\mathcal {B}}(v)} ou encore {\displaystyle [v]_{\mathcal {B}}}.
Pour {\displaystyle i\in \{1,\ldots ,n\}}, le scalaire {\displaystyle \alpha _{i}} est appelé la {\displaystyle i}-ème composante — ou {\displaystyle i}-ème coordonnée — du vecteur {\displaystyle v} dans la base {\displaystyle {\mathcal {B}}}.

## Application composantes
Le mécanisme précédent, qui à un vecteur {\displaystyle v} de E qui fait correspondre ses composantes dans la base {\displaystyle {\mathcal {B}}}, peut être décrit par l'application {\displaystyle \varphi _{\mathcal {B}}}, définie par
{\displaystyle \forall v\in E,\varphi _{\mathcal {B}}(v)=\left(\alpha _{1},\ldots ,\alpha _{n}\right),}
où {\displaystyle \alpha _{1},\ldots ,\alpha _{n}} appartiennent à {\displaystyle K} et vérifient {\displaystyle v=\alpha _{1}b_{1}+\cdots +\alpha _{n}b_{n}.}
Alors {\displaystyle \varphi _{\mathcal {B}}} est une application linéaire de E dans Kn.
C'est même un isomorphisme : sa réciproque {\displaystyle \varphi _{\mathcal {B}}^{-1}:K^{n}\to E} est définie par
{\displaystyle \forall (\alpha _{1},\ldots ,\alpha _{n})\in K^{n},\varphi _{\mathcal {B}}^{-1}(\alpha _{1},\ldots ,\alpha _{n})=\alpha _{1}b_{1}+\cdots +\alpha _{n}b_{n}.}
Il est aussi possible de commencer par définir cette application {\displaystyle \varphi _{\mathcal {B}}^{-1}}, de constater que c'est un isomorphisme, puis de définir {\displaystyle \varphi _{\mathcal {B}}} comme l'isomorphisme réciproque.

## Exemples

### Exemple 1
Soit {\displaystyle \mathbb {R} _{3}[x]} l'espace vectoriel des polynômes de degré inférieur ou égal à 3. Cet espace est engendré par
{\displaystyle \{1,x,x^{2},x^{3}\}}
et la famille {\displaystyle {\mathcal {B}}=(1,x,x^{2},x^{3})} est une base de cet espace.
La matrice colonne des composantes, dans cette base, du polynôme 
{\displaystyle p\left(x\right)=a_{0}+a_{1}x+a_{2}x^{2}+a_{3}x^{3},}
s'écrit {\displaystyle {\begin{pmatrix}a_{0}\\a_{1}\\a_{2}\\a_{3}\end{pmatrix}}.}
Relativement à cette base, l'opérateur de dérivation {\displaystyle D}, qui à {\displaystyle p} associe {\displaystyle Dp=p'}, est représenté par la matrice
{\displaystyle Mat_{\mathcal {B}}(D)={\begin{pmatrix}0&1&0&0\\0&0&2&0\\0&0&0&3\\0&0&0&0\\\end{pmatrix}}.}
En utilisant cette représentation, il est aisé de déterminer les propriétés de l'opérateur, comme l'inversibilité, s'il est hermitien ou anti-hermitien ou rien du tout, son spectre / ses valeurs propres, etc.

### Exemple 2
Les matrices de Pauli  représentent l'opérateur spin lorsque les vecteurs propres correspondant à l'état de spin sont transformés en coordonnées.